# Federico Edwards
Federico Edwards (27 de janeiro de 1931) é um ex-futebolista argentino que competiu na Copa do Mundo FIFA de 1958.